# Xã Kankakee, Quận Jasper, Indiana
Xã Kankakee (tiếng Anh: Kankakee Township) là một xã thuộc quận Jasper, tiểu bang Indiana, Hoa Kỳ. Năm 2010, dân số của xã này là 988 người.